# 玉渊潭公园
玉渊潭公园位于北京市海淀区，北靠白堆子、马神庙，南通军博、世纪坛，东临钓鱼台，西接西三环，占地100多公顷，是北京市三环以内最大的公园，国家AAAA级景区。园内以栽种的樱花最为著名，每年四月底五月初，公园均举办“樱花节”并引来大量游客前来参观。园内湖水的水源来自北京市西北面的颐和园。

## 历史
在辽代，玉渊潭即为蓟城的“城外花园”，不少达官富户在湖畔抢地建园，建有“养尊林泉”、“钓鱼河曲”等名胜。《辽诗话 题辞》中提到：“城外花园遗蝶在，阏支歌舞纳凉来”。相传辽圣宗耶律隆绪在幼年作太子时在玉渊潭东岸的皇家行苑里读书。
金代，玉渊潭已成为金中都西北郊的游览胜地。
《明一统志》载：“玉渊潭在府西，元时郡人丁氏故池，柳堤环抱，景气萧爽，沙禽水鸟多翔集其间，为游赏佳丽之所。”
中华人民共和国成立后，为配合永定河引水工程，在旧湖之南挖了一个新湖。因解放军驻京部队的巨大贡献而命名为“八一湖”。

## 景点

### 樱花园
樱花园为园中园，于1989年开始建设，总面积达25公顷。

## 图册

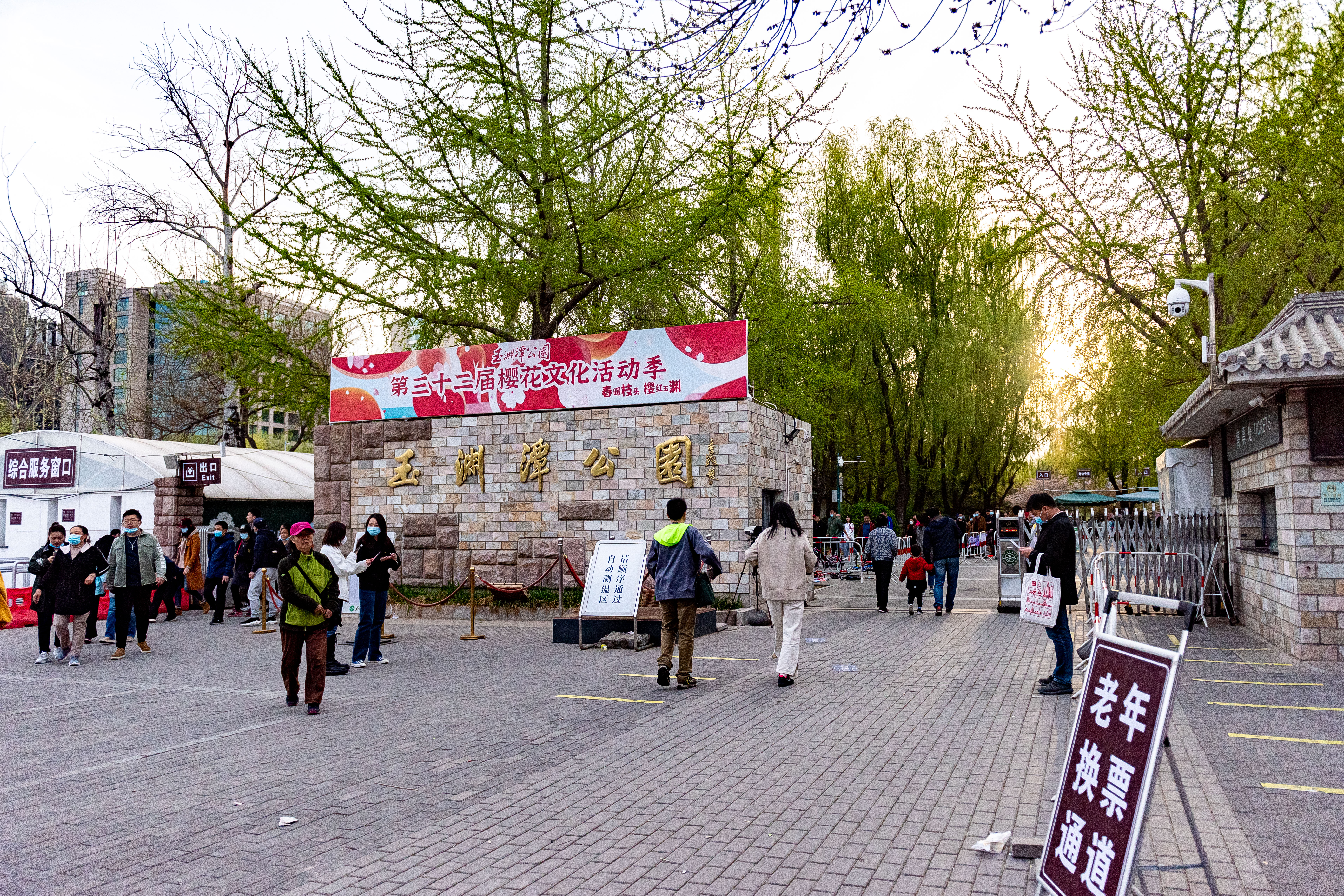
位于三里河路的玉渊潭公园东门
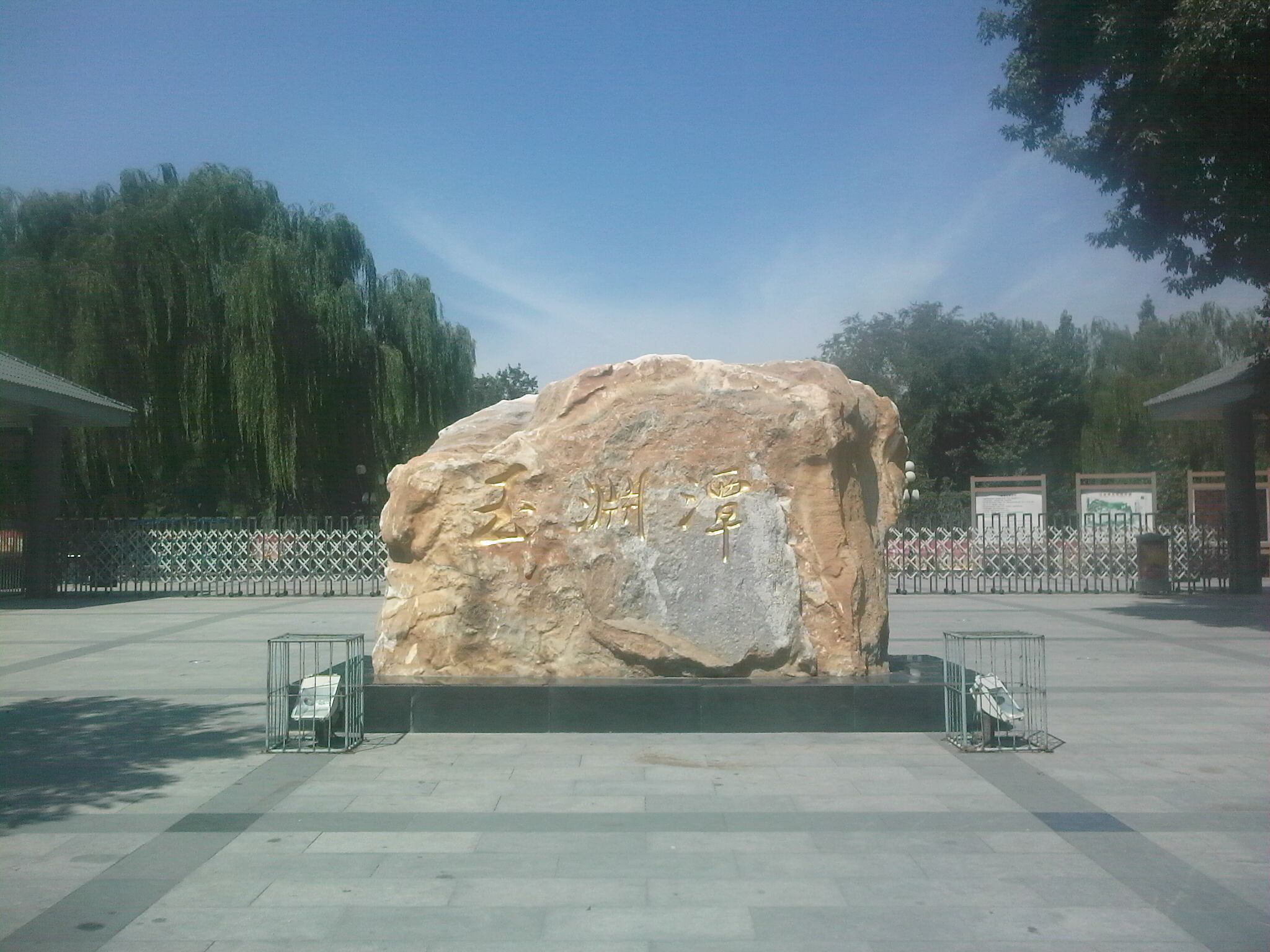
玉渊潭公园南门
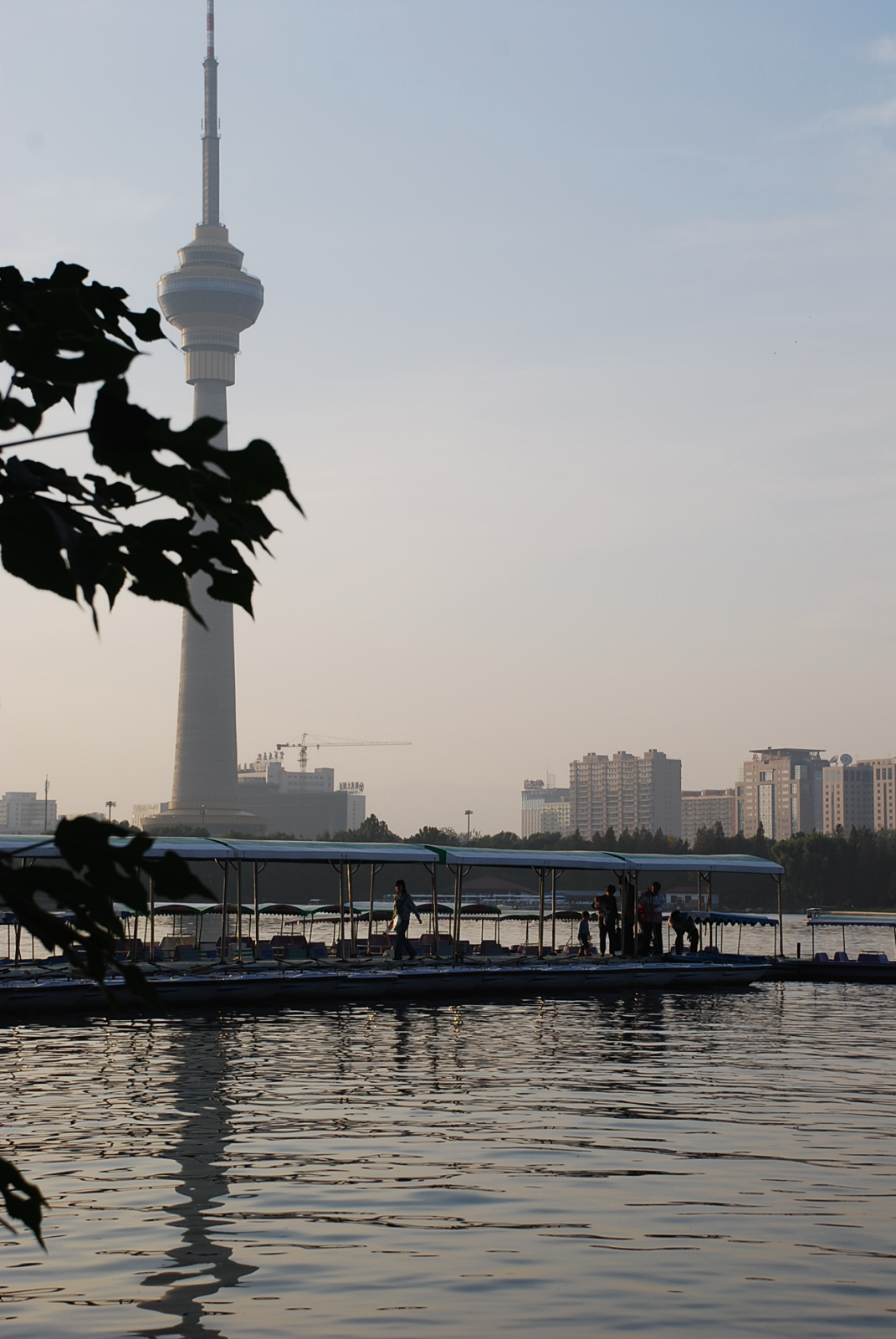
玉渊潭公园游船码头
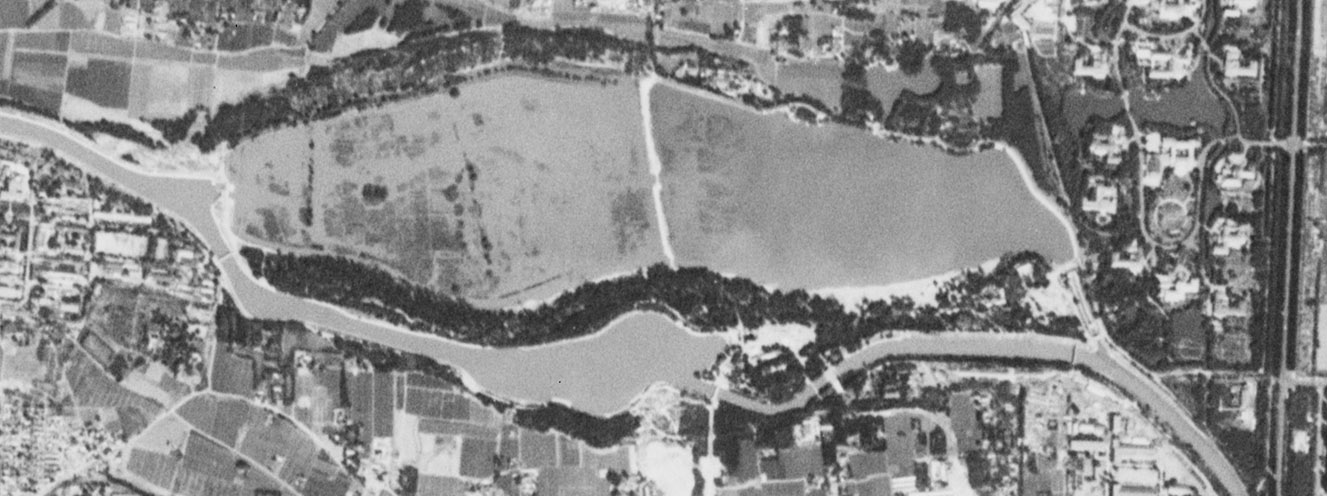
卫星图像。(1967-09-20)
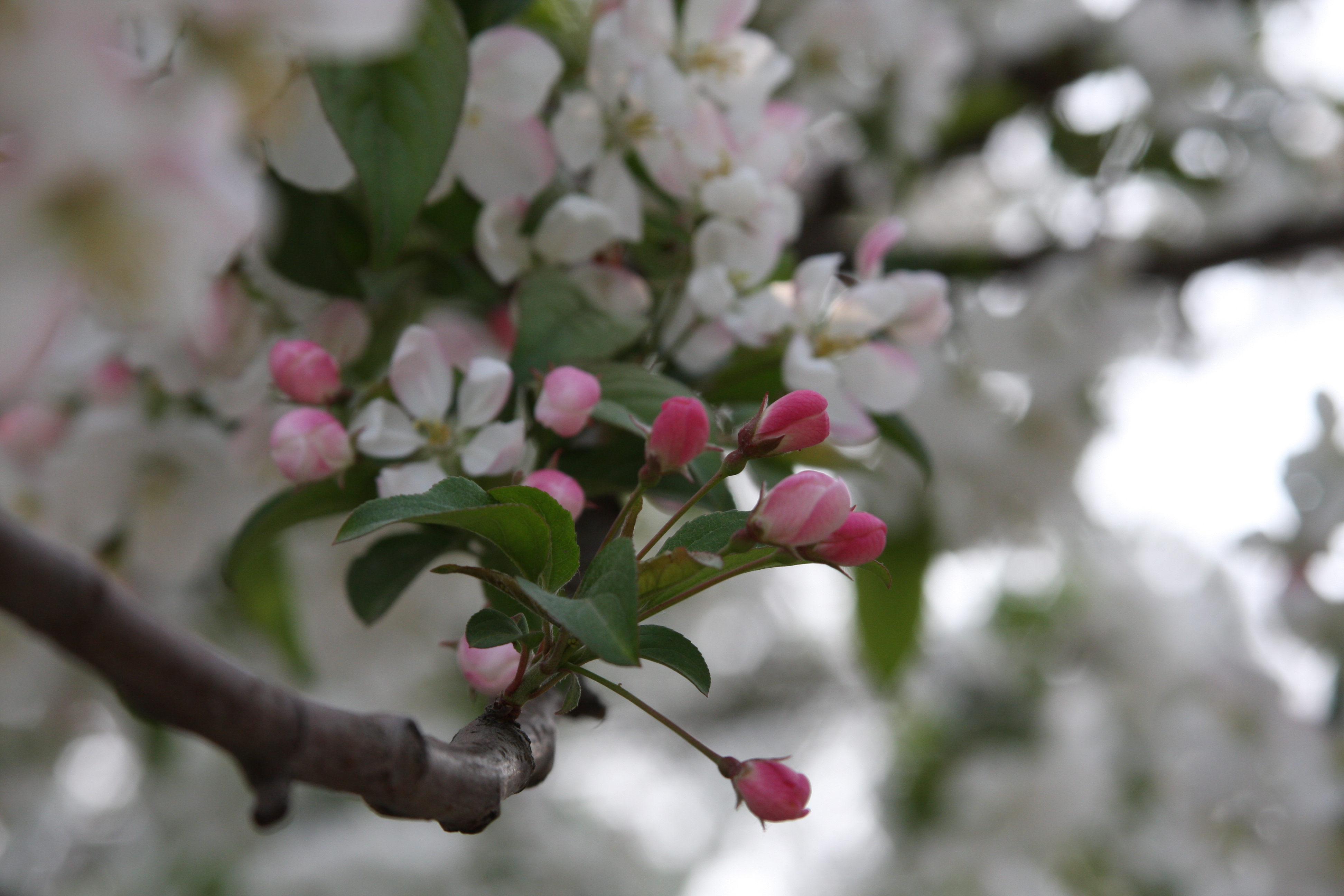
玉渊潭樱花
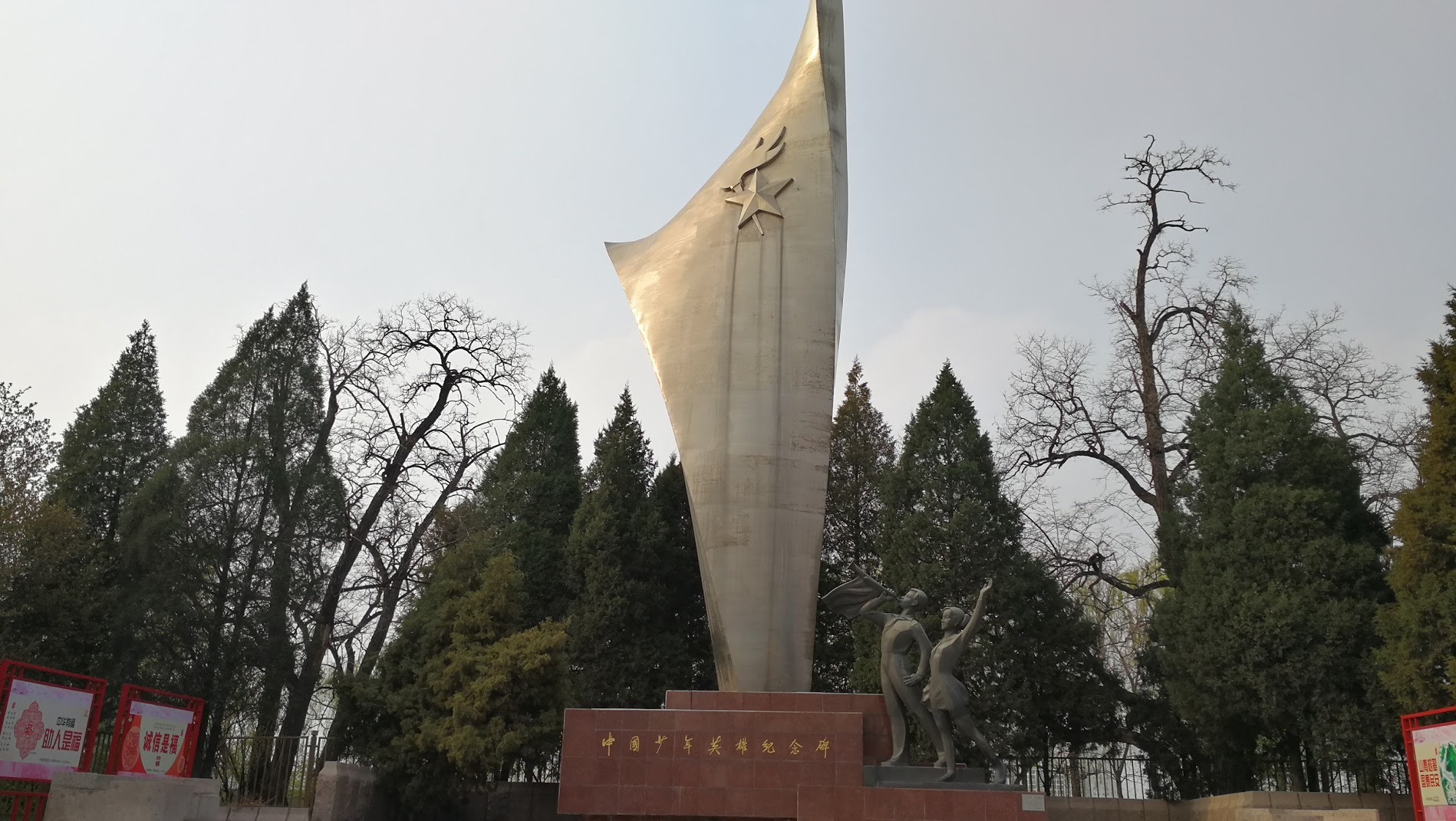
中国少年英雄纪念碑，1990年落成